# Qué buena raza
¡Qué buena raza! fue una telenovela peruana producida por Michel Gómez con Chroma Producciones y emitida por Frecuencia Latina en el 2002.
Protagonizada por Milene Vásquez y Gerardo Zamora. Con las participaciones antagónicas de Carlos Cano de la Fuente, Érika Villalobos y Laszlo Kovacs. Con las actuaciones estelares de Marisol Aguirre, Jesús Delaveaux, Gabriela Billotti, Carlos Mesta, Lorena Caravedo, Maricielo Effio, Alexandra Graña y Jorge Luis Rivera. Con los primeros actores Hertha Cárdenas, Haydeé Cáceres, Humberto Cavero, Sonia Seminario y Leonardo Torres Descalzi y con la participación especial del primer actor Carlos Gassols.

## Argumento
La novela trata de una joven de familia aristócrata venida a menos, Fiorella Prado (Milene Vásquez), se enamora de Valentín Condori (Gerardo Zamora), un joven de ascendencia andina, que emigra a Lima en busca de oportunidades.

## Producción
En el 2002, Michel Gómez, productor de televisión peruana se comunica con el compositor Víctor Miranda, pidiéndole que componga e interprete el tema principal de su próxima telenovela. Miranda compuso el tema de apertura «¡Qué buena raza!». En el guion participó Eduardo Adrianzén.
La producción fue ofrecida a la cadena ATV, pero sus directivos la rechazaron. El casting de actores estuvo a cargo del también actor Óscar Carrillo.
Fue grabada en Lima y en Cajamarca.
La telenovela fue emitida en horario estelar; empezó un lunes 27 de mayo de 2002 y finalizó un miércoles 21 de febrero de 2003 durante 180 capítulos, y alcanzando altos índices de audiencia.

## Reparto
- Milene Vásquez .... Fiorella Prado Velaochaga
- Gerardo Zamora .... Valentín Condori
- Lorena Caravedo .... Janet Reátegui
- Carlos Mesta .... Manuel de la Fuente
- László Kovács .... Darío Junior Stewart Benaserrat
- Erika Villalobos ... Tania Hinojosa
- Alexandra Graña .... Erika Goldenberg Liboski
- Jorge Luis Rivera .... Néstor Ramírez
- Marisol Aguirre .... María Teresa "Marité" Velaochaga de Prado
- Carlos Cano de la Fuente .... Ricardo Prado
- Gabriela Billotti .... María Lourdes "Lulú" Benacerraf de Stewart
- Jesús Delaveaux .... Darío Stewart
- Maryloly López .... María Cecilia "Chichi" Liboski de Goldenberg
- Pedro Olórtegui .... Dr. Simón Goldenberg
- Flor Castillo .... Gregoria de Condori
- Gustavo Morales .... Juan de Dios Condori
- Urpi Gibbons .... Elizabeth Ramírez
- Tatiana Espinoza .... Norma Gonzáles de Reyes
- Rafael Santa Cruz .... Teniente/Capitán Leonidas Reyes
- Joel Sotolongo .... Josué Goldenberg Liboski
- Maricielo Effio .... Nazira Asis Rashid
- Miguel Iza .... Abdullah Asis Rashid
- Marcela Hinostroza .... Fátima Asis
- Yanina Ugarte .... Verushka
- Pold Gastello .... Toribio Huapaya
- Gino Romero .... Paul Martínez Chuquipondio
- Bruno Ascenzo .... Diego de la Fuente
- Mónica Rossi .... Silveria Mandujano "Silvana Monetti"
- Giselle Bedón .... Anaé
- Luis Salas .... Ermenegildo "Manzano"
- Kike Casterot .... Capitán Minaya
- Carlos Gustavo Cabrera .... Cabo López
- Natalia Parodi .... Phoebe
- Oscar López Arias .... Dawson
- Christian Rivero .... Hernán
- Haydeé Cáceres .... Rosa de Ramírez
- Humberto Cavero .... Apolinario Ramírez
- Hertha Cárdenas .... Clementina Vda. de Prado
- Sonia Seminario .... Laurinda Chuquipondio Vda. de Martínez
- Leonardo Torres Descalzi .... Miguel Montero

### Actuaciones especiales
- Edwin Vásquez .... Camilo Condori
- Eliana Fry ............  Milagros Huapaya Reátegui
- Elizabeth Bobadilla .... Sandra Ramírez
- Marco Antonio Solís .... Anthony "Tony" Huapaya Reategui
- Joaquín de Orbegoso .... Boby
- Trilce Cavero .... Javiera
- Mercy Bustos ... Señora de la agencia de empleos
- Adolfo Geldres...Tramitador
- Renato Iberico... Dueño de hotel
- Carlos Barraza ....  Edilberto Mori "Piraña"
- Emilram Cossío .... Juan Paredes "Juancho"
- Josse Fernández .... Costra
- Nicolas Fantinato .... Ciro Trabuco
- Edward Serrano .... Francois
- Martha Figueroa ... Pepita
- Oscar Pacheco ... Naranjo
- Enrique Urrutia ... Don Peppiano
- Monica Sanchez .... Ella misma
- Carlos Gassols ... Narrador
- Gilberto Nue ... Sade
- Daniel Neuman ... Chato
- Luis García ... Entrenador
- Jean Pierre Vismara ... Giancarlo
- Luciana Blomberg ... Vanessa
- Noni Gallardo ... Olenka
- Miguel Torres-Bohl ... Reportero
- Marcial Matheus ...
- Rafael Sanchez Mena ...
- Kathy Serrano ... Periodista Celta
- Caleft Jáuregui Rodríguez ... Hijo de Junior

### Invitados
- Julio Marcone .... Arnold
- Martín Abrisqueta .... Willis
- Manuel Calderón Jiménez .... Ramón Zavala
- Gonzalo Torres .... Isaac Sifflet
- Esther Chávez  .... Adelaida
- Karen Spano .... Paloma Vernazza
- Juan Carlos Ferrando .... Padre Ramiro
- Liliana Trujillo ... Lorenza
- Ximena Arroyo ... Raquel Cohen "Raquelita"
- Fanny Rodríguez .... Leonor "Nonoy" de la Piedra
- Roxana Peña .... Chela
- Pilar Brescia .... Alicia de De la Fuente
- Elva Alcandré .... Enriqueta Thompson "Ketty"
- José Luis Ruiz .... Kléver Honores
- William Bell Taylor .... Hassan
- Tony Dulzaides .... Frank
- Patricia Medina .... Jueza Peñaranda
- Percy Chumbe .... Detective Arturo Garzón
- Paco Varela .... Francisco "Paco" Soria
- Natalia Torres .... Teresa
- Carlos Orihuela .... Abdul